# Hervormde pastorie (Oude Pekela)
De Hervormde pastorie van Oude Pekela, gebouwd in het midden van de 19e eeuw, ligt aan de Hendrik Westerstraat 115 te Oude Pekela.
Deze pastorie is de opvolger van een pastorie die ten westen van en pal voor de Hervormde kerk van Oude Pekela stond en in 1846 werd afgebroken. In dezelfde vergadering waarin werd besloten de oude af te breken, besloten de kerkvoogden tot het weer opbouwen van een nieuwe pastorie met schuur.
Het bouwjaar van de in 1846 afgebroken pastorie is niet bekend. Van een pastorie van de Hervormde gemeente te Oude Pekela wordt voor het eerst melding gemaakt in 1665 toen de bisschoppelijke troepen van de bisschop van Münster, die op dat moment actief waren in het noorden van Nederland, schade toebrachten aan kerk en pastorie in Pekela.
De pastorie lag destijds in het Westerwoldse deel van Oude Pekela. In verband met hun veiligheid hadden de inwoners van het landschap Westerwolde in 1316 een verdrag met de bisschop van Münster gesloten. Men betaalde hoendergeld als belasting in ruil voor bescherming tegen vreemde overvallers. De inwoners beloofden uit ieder huis, waaruit rook opging, eeuwig en erfelijk, jaarlijks op St. Michiel (29 september) een hoen te betalen en hulp te verlenen bij oorlog. De bisschop daarentegen deed in ruil daarvoor de toezegging Westerwolde in zijn bescherming te nemen.
In 1807 meldde dominee Meurs, omdat de pastorie over maar liefst acht schoorstenen beschikte waarvoor hij belasting moest betalen, aan de bestuurders van de stad Groningen, (die eigenaar was van de pastorie) dat hij alle schoorstenen voor zijn huishouding niet nodig had. Hij stelde voor dat de stad voor vier van deze schoorstenen de betaling voor zijn rekening zou nemen omdat de pastorie mede diende tot huisvesting voor de Raadsgecommitteerden van de stad die elk jaar in Pekela op bezoek kwamen. De stadsregering besloot daarop dat in het vervolg vier schoorstenen ten laste van de predikant zouden komen en dat zij verder ging bezien of de andere vier misschien verwijderd konden worden.
Uit gezondheidsoverwegingen werden in 1882 de grachten rondom de tuin van de Hervormde pastorie gedempt, waarna daarop een hek werd geplaatst. In 1976 stuitten werkers, tijdens het graven van een rioolput in de pastorietuin, op een aantal plavuizen. Deze plavuizen, die op een diepte van 1.70 meter werden gevonden, zijn wellicht afkomstig van een keldervloer van de vroegere, in 1846 afgebroken, pastorie.
In oktober 1979 werd de pastorie door het voormalig ministerie van CRM op de monumentenlijst geplaatst.

## Trivia
- Op 2 januari 1966 waaide 's avonds tegen half twaalf met donderend geraas de eeuwenoude beukenboom voor de pastorie aan de Hendrik Westerstraat om. De boom, die een doorsnede had van ongeveer één meter, was beeldbepalend voor de omgeving.